# Kunbir nomurai
Kunbir nomurai là một loài bọ cánh cứng trong họ Cerambycidae.